# Audiobook.jp
audiobook.jp（オーディオブック ドット ジェイピー）は、株式会社オトバンクが運営する、日本最大級のオーディオブック配信サービス。当初の名称はFeBe（フィービー）だったが、2018年に改名しサービス内容もリニューアルした。

## 沿革
- 2007年 - 「FeBe」のサービス開始
- 2018年 - 「audiobook.jp」に名称変更
- 2021年 - オーディオブック書籍ラインナップ数で日本1位を獲得
- 2022年 - 会員数が250万人を突破

## 概要
2007年より『FeBe』としてサービスを開始。2018年3月にサービス名称を『audiobook.jp』に変更し、定額制でオーディオブックが聴き放題となるサブスクリプションサービスを導入するなどサービス内容もリニューアルした。
2017年6月時点での会員数は19万人であったが、5年後の2022年6月にはその13倍となる250万人に会員数が急増した。配信作品数は数万点で、日本マーケティングリサーチ機構の2021年11月の調査の結果によると、日本語のオーディオブック書籍ラインナップ数で日本1位を獲得している。また、ベストセラー作品の迅速な音声化を促進しており、2016年の年間ベストセラー（単行本・ビジネス書部門、トーハン調べ）においては、ベスト10のうち9作品のオーディオブックを配信している。
また、近年の「リスキリング」や学び直し需要に応え、社員研修や人材教育で使える法人向けのオーディオブック聴き放題サービス『audiobook.jp 法人版』をリリースした。
ポッドキャスト（Podcast）の有料配信サービスを提供しているのが特徴で、新聞社やラジオ局と提携したコンテンツの配信を行っている。日本経済新聞社の『聴く日経』、毎日新聞社の『毎日ウィークリー』、TBSラジオの『伊集院光とらじおと』のPodcast版などがある